# Simplicia obiana
Simplicia obiana là một loài bướm đêm trong họ Noctuidae.